# Tipula osellai
Tipula osellai är en tvåvingeart som beskrevs av Theowald 1980. Tipula osellai ingår i släktet Tipula och familjen storharkrankar. Inga underarter finns listade i Catalogue of Life.